# به سمت گیلگمش، به چپ بپیچید
به سمت گیلگمش، به چپ بپیچید نمایشنامه‌ای از رونالد وینتر است که در آن تمدن صرفاً از طریق یک سری سوء تفاهم‌ها شکل می‌گیرد.
اولین تلاش تمام‌قد وینستون، در به سمت چپ در گیلگمش بپیچید، حول سه شخصیت متمرکز می‌شود که هر تلاشی برای درک شدن، حس بیگانگی آنها را تقویت می‌کند.
به سمت گیلگمش، به چپ بپیچید، در ابتدا توسط ییل ریپتوری در ۵ ژانویه ۱۹۸۹ تولید شد سپس در ۶ مارس ۱۹۹۰ به کارگردانی میک استورم، جیمی پندلتون در نقش بوز، مارک گلدفارب در نقش دیل و لورین هنکن در نقش کیزی،  در تئاتر اینتر به آف-آف-برادوی رفت.